# Premios de la Sociedad Internacional de Cinéfilos 2020
La 17ª edición de los Premios de la Sociedad Internacional de Cinéfilos se celebró el 4 de febrero de 2020.

## Premios y nominaciones
La película ganadora está resaltada en dorado.

### Mejor película
| País           | Título                         | Director                   |
| -------------- | ------------------------------ | -------------------------- |
| Estados Unidos | A Hidden Life                  | Terrence Malick            |
| China          | An Elephant Sitting Still      | Hu Bo                      |
| China          | Ash is Purest White            | Jia Zhangke                |
| Francia        | High Life                      | Claire Denis               |
| Alemania       | I Was at Home, But             | Angela Schanelec           |
| Francia        | Just Don’t Think I’ll Scream   | Frank Beauvais             |
| Argentina      | La Flor                        | Mariano Llinás             |
| Guatemala      | La Llorona                     | Jayro Bustamante           |
| Rusia          | Leto                           | Kirill Serebrennikov       |
| Estados Unidos | Little Women                   | Greta Gerwig               |
| China          | Long Day’s Journey Into Night  | Bi Gan                     |
| Estados Unidos | Marriage Story                 | Noah Baumbach              |
| Italia         | Martin Eden                    | Pietro Marcello            |
| Francia        | Mektoub, My Love: Intermezzo   | Abdellatif Kechiche        |
| Estados Unidos | Once Upon a Time… in Hollywood | Quentin Tarantino          |
| España         | Pain and Glory                 | Pedro Almodóvar            |
| Corea del Sur  | Parasite                       | Bong Joon-ho               |
| Francia        | Portrait of a Lady on Fire     | Céline Sciamma             |
| Francia        | Synonyms                       | Nadav Lapid                |
| Suiza          | The Image Book                 | Jean-Luc Godard            |
| Estados Unidos | The Irishman                   | Martin Scorsese            |
| Reino Unido    | The Souvenir                   | Joanna Hogg                |
| Alemania       | Transit                        | Christian Petzold          |
| Estados Unidos | Uncut Gems                     | Ben Safdie y Joshua Safdie |
| Portugal       | Vitalina Varela                | Pedro Costa                |

### Resto de categorías
| Mejor director - Bi Gan – Long Day’s Journey Into Night - Bong Joon Ho – Parasite - Céline Sciamma – Portrait of a Lady on Fire - Nadav Lapid – Synonyms - Pedro Almodóvar – Pain and Glory - Pedro Costa – Vitalina Varela                                                                                                   | Mejor actor - Adam Driver – Marriage Story - Adam Sandler – Uncut Gems - Antonio Banderas – Pain and Glory - Joaquin Phoenix – Joker - Luca Marinelli – Martin Eden - Tom Mercier – Synonyms                                                                       |
| Mejor actriz - Lupita Nyong’o – Us - Noémie Merlant – Portrait of a Lady on Fire - Scarlett Johansson – Marriage Story - Virginie Efira – Sibyl - Vitalina Varela – Vitalina Varela - Zhao Tao – Ash is Purest White | Mejor actor de reparto - Al Pacino – The Irishman - Asier Etxeandia – Pain and Glory - Joe Pesci – The Irishman - Song Kang-ho – Parasite - Tom Burke – The Souvenir - Willem Dafoe – The Lighthouse                                                               |
| Mejor actriz de reparto - Adèle Haenel – Portrait of a Lady on Fire - Cho Yeo-jeong – Parasite - Fatma Mohamed – In Fabric - Laura Dern – Marriage Story - Margarita Kenéfic – La Llorona - Sandra Hüller – Sibyl | Mejor reparto - La Flor - La Llorona - Little Women - Pain and Glory - Parasite - The Irishman |
| Mejor guion original - Marriage Story – Noah Baumbach - Once Upon a Time… in Hollywood – Quentin Tarantino - Pain and Glory – Pedro Almodóvar - Parasite – Bong Joon Ho, Han Jin Won - Portrait of a Lady on Fire – Céline Sciamma - Synonyms – Nadav Lapid, Haim Lapid                                                       | Mejor guion adaptado - An Elephant Sitting Still – Hu Bo - Asako I & II – Sachiko Tanaka, Ryûsuke Hamaguchi - Little Women – Greta Gerwig - Martin Eden – Maurizio Braucci, Pietro Marcello - The Irishman – Steven Zaillian - Transit – Christian Petzold         |
| Mejor fotografía - 1917 – Roger Deakins - Atlantique – Claire Mathon - Long Day’s Journey Into Night – Yao Hung-i, Dong Jingsong, David Chizallet - Portrait of a Lady on Fire – Claire Mathon - The Lighthouse – Jarin Blaschke - Vitalina Varela – Leonardo Simões                                                          | Mejor edición - Just Don’t Think I’ll Scream – Thomas Marchand - Parasite – Yang Jin-mo - Synonyms – Neta Braun, François Gédigier, Era Lapid - The Image Book – Jean-Luc Godard - The Irishman – Thelma Schoonmaker - Uncut Gems – Ronald Bronstein, Benny Safdie |
| Mejor diseño de producción - High Life – François-Renaud Labarthe - Little Joe – Katharina Wöppermann - Once Upon a Time… in Hollywood – Barbara Ling - Pain and Glory – Antxón Gómez - Parasite – Lee Ha-jun - The Lighthouse – Craig Lathrop                                                                                | Mejor banda sonora - A Hidden Life – James Newton Howard - Ad Astra – Max Richter - Joker – Hildur Guðnadóttir - Marriage Story – Randy Newman - Pain and Glory – Alberto Iglesias - Uncut Gems – Daniel Lopatin                                                   |
| Mejor diseño de sonido - 1917 – Oliver Tarney, Rachael Tate, Mark Taylor, Stuart Wilson - Ad Astra – Gary Rydstrom, Tom Johnson, Mark Ulano - Climax – Ken Yasumoto - Monos – Eduardo Castillo, Lena Esquenazi, Javier Farina, Javier Umpierrez - The Lighthouse – Mariusz Glabinski, Damian Volpe - Uncut Gems – Warren Shaw | Mejor película animada - Bombay Rose – Gitanjali Rao - Buñuel in the Labyrinth of the Turtles – Salvador Simó Busom - Children of the Sea – Ayumu Watanabe - I Lost My Body – Jérémy Clapin - No. 7 Cherry Lane – Yonfan - Toy Story 4 – Josh Cooley               |
| Mejor documental - Apollo 11 – Todd Douglas Miller - For Sama – Waad Al-Kateab, Edward Watts - Honeyland – Ljubo Stefanov, Tamara Kotevska - Just Don’t Think I’ll Scream – Frank Beauvais - M – Yolande Zauberman - Varda by Agnès – Agnès Varda                                                                             | Mejor debut - An Elephant Sitting Still – Hu Bo - Atlantique – Mati Diop - End of the Century – Lucio Castro - Just Don’t Think I’ll Scream – Frank Beauvais - The Chambermaid – Lila Avilés - The Last Black Man in San Francisco – Joe Talbot                    |